# Януш Орест Миколайович
О́рест Микола́йович Я́нуш (15 липня 1988, Івано-Франківськ, УРСР) — український футболіст та футзаліст, півзахисник івано-франківського «Прикарпаття».

## Життєпис
Орест Януш народився в Івано-Франківську. Навчався у загальноосвітній школі № 17, де й познайомився зі своїм першим тренером — Володимиром Слободяном. Протягом 2001—2002 років захищав кольори лисецького «Юніора» у першості ДЮФЛУ, а 2003 року перейшов до франківської ДЮСШ № 3, яка, зрештою, й відкрила йому шлях до великого футболу.
На професійному рівні дебютував 27 серпня 2005 року в поєдинку «Чорногори» з київською «Освітою». Навесні 2006 року потрапляв до заявки івано-франківського «Спартака», що виступав у першій лізі, однак на полі так і не з'явився.
Після розформування «Чорногори» певний час перебував поза активним футбольним життям. 2008 року захищав кольори футзального клубу «Ельдорадо», що засвітився у розіграші Кубка України.
2010 року приєднався до бурштинського «Енергетика».
Влітку 2012 року перейшов до лав тернопільський «Ниви», де провів доволі непогану першу половину сезону. Втім, на зимових зборах у Криму Януш зазнав важкої травми, зламавши одночасно руку та ключицю, що поставило хрест на його виступах у складі тернополян.
2016 року повернувся до великого футболу, потрапивши до заявки новоствореного івано-франківського «Тепловика», що робив ставку на місцевих виконавців. Януш швидко став одним з провідних півзахисників команди, а у сезоні 2017/18 разом з командою, що змінила назву на «Прикарпаття», здобув путівку до першої ліги.

## Досягнення
- Срібний призер групи «А» другої ліги чемпіонату України (1): 2017/18